# Щербатюк Леонід
Щербатюк Леонід (псевдо «Зубатий») — (р.н. невідомий, Київ — † невідомо) — начальник штабу «Поліської Січі» отамана Бульби-Боровця.

## Біографія
Рік народження Леоніда Щербатюка невідомий. Народився в Києві, син полковника Армії УНР, здобув професію інженер-економіст, старшина резерви польської армії.
Добре володів англійською, німецькою, польською, російською, французькою мовами.
Перед Другою світовою війною працював представником Бориславської нафтової фірми в Англії. Повернувся до Західної України 1939 року — для того, щоб у часі воєнних подій не лишитися поза межами рідної землі.

## Збройна боротьба
Перша підпільна мережа Бульби-Боровця з'явилася вже в 1940 році, а вже з другої половини 1941 року в поліських лісах почали формуватися загони українських партизанів під його проводом, відомі, як Поліська Січ. З грудня 1941 р. «бульбівці» виступали уже під назвою УПА. В січні 1942 р. Бульба реорганізував УПА, яка нараховувала на той час 500 осіб. Леонід Щербатюк був призначений начальником штабу. Його попередниками на цій посаді були полковники УНР Петро Дяченко та Петро Смородський (з літа 1941).
Згодом чисельність цієї військової формації зросла, за різними оцінками від 3000 до 6000 бійців.
Штаб з охоронним відділом (понад 100 вояків) часто змінював місце свого перебування (був у лісі під Лінчином на Березнівщині, то в районах Погулянка та Підгірник на Степанщині, то в лісі біля с. Погорілівка та с. Вілія на Людвипільщині, а в кінці — в с. Пустомити (Гощанський район)).
В кінці серпня 1942 р. в околицях сіл Борове, Рудня-Карпилівська, Карпилівка, Чабель, Михалин та Лінчин з'явився радянський розвідувально-диверсійний загін під командуванням Д. Медведєва. Цей дуже добре озброєний загін чисельністю близько 200 бійців був неприємним «подарунком» для Бульби-Боровця, який мусив тепер враховувати присутність в терені ще одної ворожої сили.
16 вересня 1942 р. відбувся перший «сеанс» переговорів між бульбівцями і червоними партизанами на хуторі Гурби поблизу с. Стара Гута. Більшовиків представляв полковник О. Лукін, а УПА — Т. Бульба-Боровець і Л. Щербатюк-«Зубатий». Лукін запропонував перемир'я та співпрацю. 28 жовтня 1942 р. — другий «сеанс» переговорів між бульбівцями та більшовиками. Угоди про співпрацю не було; обмежилися «нейтралітетом» і обумовили паролі.
Деякі контакти відбувалися і з німцями, але на початку 1943 «бульбівці» відновили проти них бойові дії.
З другої половини лютого 1943 року ситуація змінилася і у стосунках з радянськими партизанами, які отримали з Москви наказ знищувати націоналістів і першими розпочали з ними бойові сутички. Користуючись відсутністю активної протидії з боку бульбівців, вони закріпилися в терені і набрали сили. Червоних партизанів активно підтримували поляки, яких було повно в місцевостях поблизу старого радянсько-польського кордону. Окрім того, в кінці 1942 р. та на початку 1943 р. на Волинь почали перекидатися великі з'єднання радянських партизанів із Брянщини, Вороніжчини, Сумщини, Чернігівщини.

## Розстріл і «воскресіння»
Не знаючи про наказ партизанам із Москви, і не вживши відповідних заходів безпеки, Леонід Щербатюк потрапив в полон. Ось як це описав Тарас Бульба-Боровець:
|  | 19 лютого 1943 року сталася в нас жахлива подія — начальник нашого головного штабу, отаман Леонід Щербатюк-«Зубатий» і старшина для спеціяльних доручень Головної Команди УПА, хорунжий Михайло Кваша-«Рибачок» та ще з ними 8 підстаршин і козаків, їдучи на двох санях з Людвипільського р-ну в Корецький р-н влетіли в корецьких лісах, де досі не було ніякого сліду совєтських партизанів, просто в засідку двохсотенного большевицького відділу на замаскованому постої. Пароль вже нічого не допоміг. Замість того, щоб розминутися на паролях, як це було досі, большевики окружили наших людей. Всякий спротив чи оборона десятка людей проти двох сотень комуністичних партизанів були безрезультатні. Наші люди попали в большевицький полон. У них не було жодних документів, по яких большевики могли б довідатись про те, хто попався в їх руки. Вони відрекомендували себе, як звичайні партизани, що їдуть додому на тижневу відпустку. Одному малому хлопцеві, фурманові з других наших саней, пощастило в замішанні втекти. Скільки по ньому не стріляли з автоматів большевики, він швидко зник в густих хащах. Був тяжко поранений, але від погоні втік. Цей момент налякав большевиків, бо вони знали, що в цих околицях розташовано в нас по хатах та землянках багато партизанських груп. Большевицький відділ пробирався на диверсійну акцію зі сходу на захід і не міг себе обтяжувати жодним тягарем. Командир відділу дав наказ негайно всіх зловлених „ворогів народу" розстріляти і продовжувати свій марш на захід. Обезброєних наших людей доручено розстріляти екзекутивному роєві НКВД при відділі. Під час екзекуції ще один наш партизан, поранений, втік до своїх. Решту вісім людей большевики на місці розстріляли. „Багаті" москалі роздягли наших людей до тіла, не гребували навіть скривавленою білизною. Вісім трупів кинули в сіно на санях, відвезли до одної хати і повкидали в колодязь. Присипали сіном і втікли геть за своїм відділом. Всякий слід по „чистій роботі" органів НКВД був заметений. Але отаман Л. Зубатий мав велике щастя в цілком безнадійному нещасті. Він отримав при розстрілі аж шість ран і жодна з них не була смертельною. Одна куля прошила лице з-під ока наскрізь і вирвала три зуби з другого боку. Друга протяла самі м'язи лівої руки вище ліктя, третя — литку, четверта — стегно, п'ята — клуб, а шоста пройшла дивовижно 44-сантиметровою „траєкторією" по-під шкірою від лопатки до самого попереку і ніде не пошкодила кістки. Всі ці рани — це дива війни, а доля людини — незбагнена таємниця. Від пострілу в голову отаман Л. Зубатий втратив притомність. Прочуняв, коли опинився зовсім голий на снігу. Чув, як його кидали першим на сіно в сани, як на нього кидали решту трупів. Через це він цілком не застиг на санях — його зігрівали застигаючі свіжі трупи. Кров потоками стікала на нього і застигала, заливаючи йому очі. Йому бракувало повітря і забивало дух, але за пару хвилин сані зупинилися. Всі трупи вкинено в колодязь, його останнім. Зверху присипали сіном. Вороги, як справжні бандити і злочинці на чужій землі, поспішно втекли до своєї частини. Отаман Зубатий якось виліз з колодязя, який на його щастя не був глибокий і побіг на світло до найближчої хати. Втрата крови довела до повного виснаження сил. Впав у сніг і останками надлюдської підсвідомої енергії доліз до хати. Зашкрябав у двері і впав без пам'яти під дверима. Селяни підібрали його і дали йому свою першу, примітивну медичну допомогу. Негайно відвезли на зв'язковий пункт УПА, а через годину ранений вже був у нашому польовому шпиталі, де ним заопікувався фаховий лікар. За 4 місяці розстріляний і втоплений Леонід Зубатий знову був на своєму посту. |

## Подальша діяльність
Зі спогадів Бульби-Боровця відомо, що 22 лютого 1943 до штабу УПА прибув член Проводу ОУН Бандери Бусел Олександр з місією зав'язати контакт і виробити політичну лінію спільних дій на майбутнє.
І вже з 9 квітня 1943, незважаючи на важкі поранення, Л.Щербатюк разом з Бульбою-Боровцем взяли участь в переговорах, як представники Головної Команди УПА, з представниками ОУН (в.о. командира «Військових Відділів ОУН» пор."Сонар" і його референт «Омелько»).
Інші джерела говорять, що згадана зустріч відбулася 9 березня 1943 року в селі Золотолин на Костопільщині, неподалік Головного штабу УПА. Місцем переговорів було обрано оселю священика М. Жильчука, якого Бульба знав особисто. Представниками на переговорах з боку ОУН були: «Йосип Сонар» (Василь Івахів), «Клим Савур» (Дмитро Клячківський), «Дубовий» (Іван Литвинчук) та «Омелько» (Роман Петренко). Від отамана Тараса Боровця, що виступав як представник Збройних сил уряду УНР, був Іван Мітринга та ще двоє офіцерів Петлюри.
Під час переговорів обидві сторони висловили думки щодо об'єднання двох повстанських формацій у спільні збройні сили. Після двох днів переговорів було вирішено зустрітися знову, аби остаточно погодити процес об'єднання після доповіді ОУН(б) «на верхи». Зустріч мала відбутися 14 квітня. Але, на жаль, не відомо, чому не відбулася.
Сторони не дійшли згоди з принципових питань і в червні 1943 р. побачив світ наказ Р. Шухевича про підпорядкування всіх українських партизанських відділів Головному Штабу УПА (на той час, згідно з домовленістю сторін від 09.03.1943 р. і наказом від 15.03.1943 р., всі «Військові Відділи ОУН» вже були перейменовані на УПА), а в липні-серпні 1943 майже всі відділи «бульбівців» ввійшли до складу формувань УПА-Північ (зокрема до складу бойових відділів та запілля ВО «Заграва»), за винятком одного формування на чолі з самим отаманом, яке від 20 липня 1943 р. продовжувало існувати під назвою Українська Народна Революційна Армія (УНРА).
Процес злиття проходив в основному мирно, але в окремих випадках бульбівців було роззброєно силою, а подекуди зареєстровано і дрібні сутички. 19 серпня 1943 р. сотня к-ра «Дороша», виконуючи наказ Крайового Проводу ОУНСД і Головної Команди УПА, оточила біля с. Бистричі частину штабної групи бульбівців з охоронним відділом (83 вояки) і без бою її полонила. Усі полонені влилися до складу УПА.
І хоча частині штабу, разом з Бульбою-Боровцем та Щербатюком-«Зубатим», вдалось уникнути полону, становище УНРА ставало все гіршим та гіршим і 5 жовтня 1943 р. побачив світ наказ Тараса Бульби-Боровця «До командирів, козаків і всіх членів УНРА», яким він фактично розформував УНРА і перевів своїх людей у глибоке підпілля під керівництвом Л. Щербатюка. Останньою була розпущена в жовтні 1943 р. сотня «Мухи».